# Věra Tylová
Věra Tylová (* 7. Oktober 1960) ist eine ehemalige tschechoslowakische Sprinterin.
Bei den Leichtathletik-Europameisterschaften 1982 gewann sie Silber in der 4-mal-400-Meter-Staffel.
1981 wurde sie Tschechoslowakische Meisterin über 200 m.

## Persönliche Bestzeiten
- 200 m: 23,74 s, 2. Juni 1984, Prag
- 400 m: 52,24 s, 20. August 1982, Budapest